# Sh2-179
Sh2-179 è una nebulosa planetaria visibile nella costellazione di Cassiopea.
La sua posizione è reperibile con facilità a circa 1° in direzione ENE rispetto alla stella κ Cassiopeiae; si tratta tuttavia di un oggetto molto debole, la cui magnitudine apparente è pari a 15,4. Il periodo più indicato per la sua osservazione nel cielo serale ricade fra i mesi di agosto e gennaio ed è notevolmente facilitata per osservatori posti nelle regioni dell'emisfero boreale terrestre, dove si presenta circumpolare fino alle regioni temperate calde.
Si tratta di una nebulosa molto poco conosciuta e studiata, per cui anche la distanza non è nota. Nonostante sia stata inclusa nel Catalogo Sharpless, le sue emissioni nella banda dell'OIII indicano che si tratta di una nebulosa planetaria. La sua forma è irregolare e presenta bordi sfumati verso nord e più netti in direzione sud.